# Безпаленко Сергій Петрович
Сергі́й Петро́вич Безпа́ленко — заслужений тренер України, майстер спорту СРСР, проживає в місті Харків.
Ще 1978 року, будучи студентом, розпочав кар'єру тренера.
Виховав близько 100 майстрів спорту СРСР та України, 10 майстрів спорту міжнародного класу, серед учнів — Михайло Ніколаєв.
Старший тренер відділення греко-римської боротьби, комплексна дитячо-юнацька спортивна школа № 9.